# Bart De Wever
Bart Albert Liliane De Wever (Mortsel, 21 dicembre 1970) è un politico belga, Primo ministro del Belgio dal 3 febbraio 2025.
In precedenza, egli è altresì stato già  Rappresentante nel Parlamento federale dal 2007 al 2010 e dal 2014 al 2019, Senatore nel medesimo Parlamento dal 2010 al 2013, membro del Parlamento fiammingo dal 2004 al 2007 e dal 2009 al 2014, nonché, infine, sindaco di Anversa dal 1º gennaio 2013 al 3 febbraio 2025.
Presidente fino alla sua elezione a capo del governo della Nuova Alleanza Fiamminga (Nieuw-Vlaamse Alliantie), partito politico indipendentista delle Fiandre, sotto la sua presidenza, il suo partito è giunto ad ottenere circa il 30% dei voti nelle Fiandre durante le elezioni federali del 2010 (con lo stesso De Wever che ha ottenuto il maggior numero di preferenze della regione di lingua olandese, quasi 800.000) e da lì il primo posto in tutte le elezioni federali successive.

## Biografia

### Gioventù e istruzione
Bart De Wever è nato il 21 dicembre 1970 a Mortsel, città olandese del Belgio situata nella regione fiamminga, un sobborgo di Anversa. Suo padre era un ferroviere, la madre commerciante. Politicamente è vicino all'Unione Popolare, un partito a sostegno del nazionalismo fiammingo, è cresciuto in un ambiente che difende con forza le richieste fiamminghe. Suo nonno era stato segretario della Lega Nazionale Fiamminga, un partito fiammingo di estrema destra tra le due guerre riconosciuto da una delle zone di occupazione nazista, e suo padre era un attivista dell'Unione Popolare. Tuttavia, in un'intervista, Bart De Wever tempera il passato del nonno affermando che non si era accorto degli atti di collaborazionismo. Quando ha appena tre anni, la sua famiglia lo porta a una manifestazione per la scissione del distretto di Bruxelles-Halle-Vilvoorde. Suo fratello, Bruno De Wever, è un noto storico del nazionalismo fiammingo. Durante la sua infanzia, Bart De Wever ha vissuto in un appartamento sopra gli uffici del Vlaams Nationaal Jeugdverbond (movimento giovanile indipendentista fiammingo) mentre i suoi genitori erano portieri del palazzo, Bart De Wever ne sarà un membro durante la sua giovinezza.
Bart De Wever è laureato in storia e aggregazione per l'istruzione secondaria superiore alla Katholieke Universiteit Leuven. Durante i suoi anni di studio, è un membro del Vlaams Liberaal Studentenverbond (Federazione liberale degli studenti fiamminghi), sezione di Anversa e Lovanio del Vlaams Katholiek Hoogstudentenverbond (KVHV, Unione cattolica degli studenti fiamminghi, 1991-1994).
Nel 1996 è stato eletto membro dell'11° Consiglio del Distretto di Berchem. Egli è anche assistente di storia alla KUL. Partecipa come collaboratore scientifico per lo sviluppo della Nuova Enciclopedia del Movimento fiammingo.
Ha preparato anche un dottorato di cui il soggetto della tesi è "Il movimento nazionalista fiammingo del dopoguerra". Alla fine ha rinunciato al dottorato per dedicarsi interamente alla politica.

### Fondazione della N-VA e primi successi
Nel 2001, Bart de Wever fonda con Geert Bourgeois, la Nuova Alleanza Fiamminga (N-VA). Questo partito nasce dalla rottura dell'Unione Popolare, partito nazionalista fiammingo che ha più volte fatto parte del governo belga. Come l'Unione Popolare, la N-VA difende gli interessi delle Fiandre e desidera la sua indipendenza.
Il suo partito quindi ha relativamente poco peso nel panorama politico belga. Alle elezioni federali belghe del 2003, Bart de Wever si presenta con un elenco in testa ad Anversa. Egli non è eletto e la N-VA ottiene solo un posto su 150 alla Camera dei rappresentanti. Ciò equivale a Geert Bourgeois, presidente del partito. Il Vlaams Blok, partito nazionalista fiammingo di estrema destra, vince 18 seggi parlamentari.
Nel 2004, la N-VA ha fatto un patto con la CD&V, uno dei più importanti partiti politici del paese. I due partiti hanno formato un cartello e presentato una lista comune alle elezioni regionali del 2004. Il cartello CD&V-N-VA ha vinto le elezioni e diviene la formazione dominante del governo della regione fiamminga. Yves Leterme è il presidente della CD&V. La N-VA ottiene con Geert Bourgeois, il Ministero fiammingo per gli Affari amministrativi, la Politica estera, i Media e il Turismo. Bart de Wever viene eletto al Parlamento fiammingo. Nello stesso anno, è diventata presidente della Nieuw-Vlaamse Alliantie..
Il 6 gennaio 2005, ha attirato l'attenzione del pubblico guidando un convoglio di 12 camion nel sud del paese. Il numero di veicoli che, secondo la sua parte, sarebbero necessari per trasportare, in tagli di 50 euro, i soldi pagati ogni anno dalla regione fiamminga alle regioni valloni e di Bruxelles. Egli simbolicamente paga questa falsa accusa di fronte all'ascensore barca di Strépy-Thieu, che si trova nella regione vallonne. Bart de Wever denuncia i trasferimenti finanziari, ritenendoli troppo alti, dalle Fiandre alla Vallonia. Egli spiegherà più avanti: "È stata un'azione molto estrema, non molto fine, ammette Bart De Wever. Volevo dire che le Fiandre sono pronte per un'efficace solidarietà, ma non ad un'infinità di trasferimenti incondizionati.".
Alle elezioni locali nel dicembre 2006, è stato eletto al comune di Anversa nel consiglio comunale per un periodo che va dal 2007 al 2012.

### Negoziati dopo le elezioni del 2007
Nelle elezioni legislative del giugno 2007, Bart de Wever è al secondo posto nella lista delle cartello CD & V-NVA condotto da Inge Vervotte nel distretto di Anversa. De Wever è stato eletto deputato con 41.962 voti. Il cartello CD&V-N-VA è diventato il più grande gruppo alla Camera dei rappresentanti del Belgio, con 30 deputati, tra cui 5 della N-VA. Bart de Wever partecipa quindi al fianco di Yves Leterme, leader della CD&V, nelle discussioni con altri partiti per formare un nuovo governo. Si tratta di un periodo di crisi politica, i leader dei partiti lottano per accordarsi su un progetto di governo e in particolare sulla riforma dello Stato federale. Nel mese di agosto del 2007, mentre va al tavolo delle trattative, Bart De Wever dichiara francamente che il calpestio dei dibattiti serve alla causa del suo partito. Nel dicembre 2007, dopo 192 giorni di dithering, vi è un governo di transizione (Verhofstadt III) mentre proseguono discussioni sostanziali tra i leader di partito.
I negoziati alla fine finiscono nel marzo 2008, con la formazione del Governo Leterme I, composto da cinque partiti. La N-VA si rifiuta di partecipare a questo governo, ma ha comunque il voto di fiducia. Pur rimanendo un alleato della CD&V, Bart de Wever deplora la mancanza di impegni concreti delle parti per una riforma dello Stato: "Abbiamo promesso ai nostri elettori che non si entra in un governo senza la certezza che non ci sarebbe stata una grande riforma dello stato. Anche se sappiamo non sarà realizzato tutto il nostro programma. Ma deve essere avanzata sulla regionalizzazione di leve socio-economiche: quali il mercato del lavoro, la fiscalità, ecc. Sarà anche utile per la Vallonia." Durante questo periodo, la fermezza di Bart de Wever sulla questione della riforma dello Stato e degli interessi comunitari seduce molti fiamminghi e aumenta il potenziale elettorale del suo partito.
Per portare avanti la riforma dello Stato, il primo ministro Yves Leterme propone di dialogare da una comunità all'altra. A metà agosto, Bart de Wever ritiene che l'esito delle discussioni sulla ristrutturazione dello stato sono insoddisfacenti. Allo stesso tempo, diversi giornali annunciano che Bart de Wever è sotto la protezione della polizia da quando ha ricevuto un flusso crescente di minacce di morte dai francofoni.
Il 21 settembre 2008, riunendosi in un congresso a Gand, la N-VA decise di dividere il cartello che aveva formato con la CD&V e si unì all'opposizione. Bart De Wever critica la CD&V per non aver mantenuto le promesse elettorali sulla riforma dello stato e per aver fatto troppe concessioni ai francofoni..

### Popolarità crescente nelle Fiandre
Alle elezioni regionali del 7 giugno 2009, Bart de Wever è stato eletto membro del Parlamento fiammingo con 123,155 voti, il secondo punteggio più alto delle Flandre. La N-VA ha ottenuto 16 deputati su 124 ed è divenuto il quinto partito delle Flandre. Il partito forma un tripartito con i cristiano sociali della CD&V e i socialisti della sp.a per dirigere la regione fiamminga. Due membri della N-VA, Philippe Muyters e Geert Bourgeois sono nominati ministri di questo governo.
Nel 2009, Bart de Wever è un candidato per un gioco, "Slimste mens ter wereld" ( "l'uomo più intelligente del mondo") sul canale fiammingo VRT. Questo gioco ha riscosso negli anni un grande successo di pubblico nelle Fiandre ed è stato votato più volte il miglior programma di rilassamento. De Wever partecipa a una serie di programmi e va in finale. La sua presentazione contribuisce alla sua popolarità, gli spettatori sono sedotti dalla sua franchezza e dal suo spirito.. Nello stesso anno è stato eletto l'uomo dell'anno da VRT.

### Tra maggioranza e opposizione
Dopo alcuni anni all’opposizione dopo le elezioni del 2010 sotto il Governo Di Rupo, fa rientrare il suo partito nella coalizione di governo del Michel I (nato dopo le elezioni del 2014, uscendone tuttavia anticipatamente e venendo così nuovamente escluso in seguito alla formazione del Governo Michel II e dei governi nati dopo le elezioni del 2019, ossia i Governi Wilmès I, II e De Croo.

### Primo ministro
In seguito a complicati negoziati dopo le elezioni del 2024, egli diviene per la prima volta Primo ministro del Belgio, risultando così essere il primo esponente politico di Nuova Alleanza Fiamminga (N-VA), partito notoriamente indipendentista delle Fiandre (seppur moderatosi sotto la guida De Wever), a guidare il governo federale del paese.

## Posizione sul separatismo

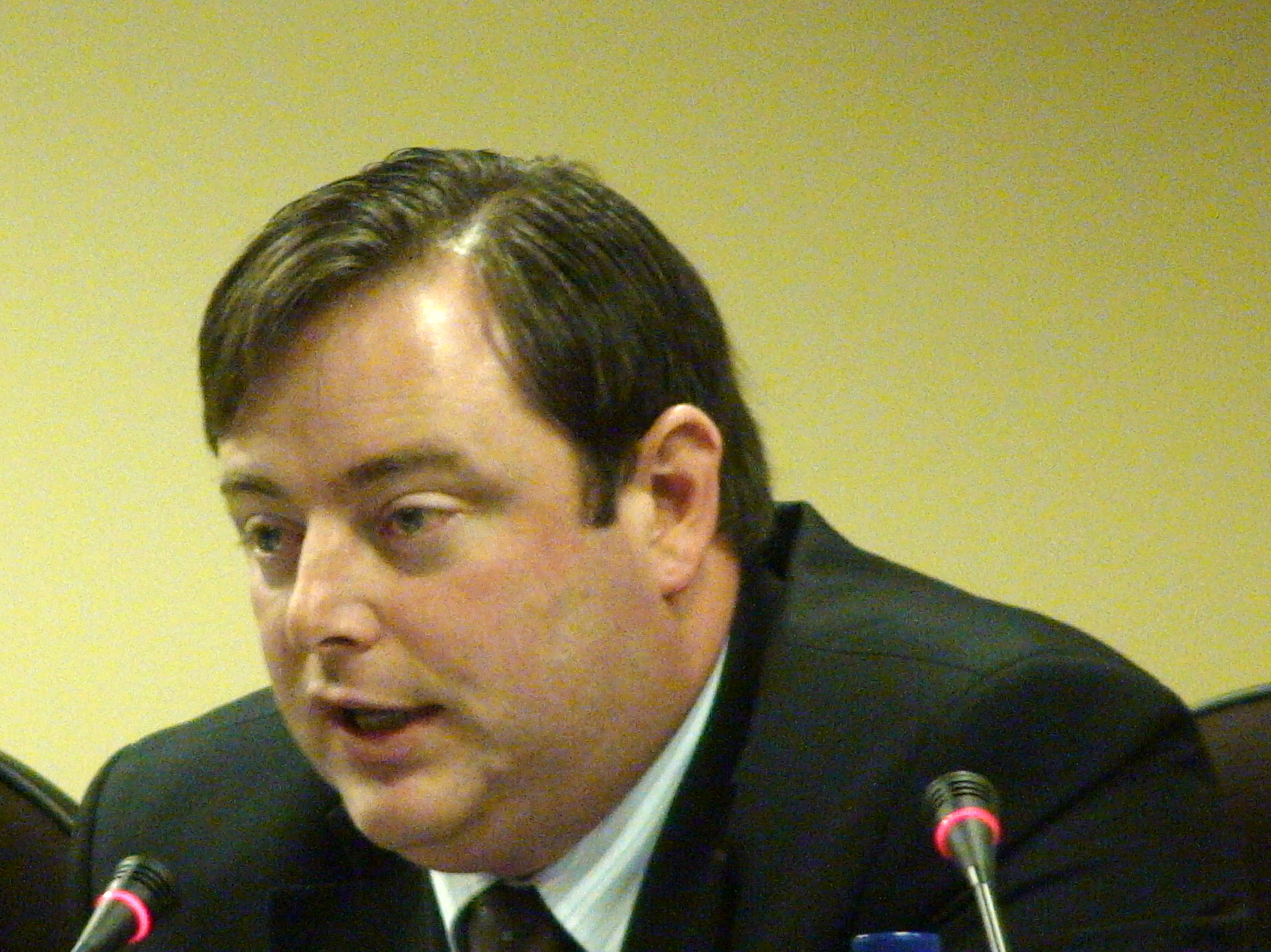
Bart De Wever nel 2008 in un'intervista con RTBF.

La Nuova Alleanza Fiamminga (N-VA), il partito di Bart de Wever, vuole l'indipendenza per le Fiandre, negoziando nel quadro europeo. Ma è anche un partito che potrebbe partecipare a un governo di coalizione a capo dello Stato belga.
Se l'indipendenza delle Fiandre è il punto No 1 del programma N-VA, Bart De Wever spesso ha schivato questo punto, perché potrebbe perdere gli elettori più moderati. Per il politologo Dave Sinardet di Anversa: «Bart De Wever non ha più un discorso tradizionale sul nazionalismo, che cerca l'autonomia in nome dell'esistenza di una nazione fiamminga. Lui quasi non parla mai dell'identità fiamminga; La sua tesi è piuttosto che il Belgio non funziona, ci sono diversi punti di vista. » (...) Dà l'impressione di fornire un'analisi obiettiva come scienziato politico. ».
Bart de Wever ha ripetutamente affermato che la posizione con la scomparsa del paese come una logica conseguenza che sarà raggiunta gradualmente: «( [...] ) si può osservare solo la divisione della nazione belga. I partiti politici sono divisi, la rete belga evapora. (...) È un'evoluzione a lungo termine. E non vedo il motivo per cui sarebbe fermata. Questo non è un cavallo federale che potrebbe cambiare il corso della storia. Ma ci sono molti problemi, come lo stato di Bruxelles. Io sono un conservatore. Non un rivoluzionario. E dipende anche da molti sviluppi in Europa. Per me anche, il Belgio è già un livello sovranazionale. I cittadini richiedono una democrazia con una certa omogeneità. Il Belgio non è una conferenza diplomatica permanente tra due Paesi. (...) Penso che l'evoluzione provocherà l'evaporazione del Belgio. Non siamo in Kosovo o nel XIX secolo. Si tratta di un membro dell'Unione europea che decide oggi il 60 pc delle nostre leggi.» (Marzo 2008).
Nel giugno 2010, durante la campagna elettorale, ha spiegato la sua strategia: «Il mio obiettivo è che il Belgio possa sparire senza che nessuno se ne accorga. Con le Fiandre e la Vallonia, abbiamo due stati di funzionamento ciascuno con il suo parlamento e il suo governo. A Bruxelles, il primo ministro non presiede più una conferenza diplomatica vuota. Lasciate che il processo vada a compimento.» (Giugno 2010).
Mentre la N-VA è alle elezioni belghe del 13 giugno 2010, il primo partito in Belgio con il 17,40% dei voti, Bart de Wever, tuttavia, vuole rassicurare, non sostenendo, nell'indipendenza immediata delle Fiandre. Tuttavia, non esclude che il Belgio possa scompare un giorno e che il potere alle sue regioni e dell'Unione europea.
Il 30 novembre 2010, in una conferenza al cerchio della Vallonia, ha corso ancora una volta come un conservatore e ha detto che in realtà non vuole la fine del Belgio: «Vogliamo mantenere l'esercito e il denaro e un sacco di prosperità per difendere il Belgio. Ha ricordato che il suo partito non è per la rivoluzione, ma per una regolare evoluzione dei poteri del Belgio federale alle regioni e l'Europa.»
Il 12 dicembre 2010, in un'intervista al quotidiano tedesco Der Spiegel, ha detto che il Belgio può scomparire e che «lo Stato belga non ha futuro», mentre sostiene che non si lavora per la fine immediata del Belgio. Per il momento, egli sostiene, a nome fiammingo, le competenze più regionali. La giustizia, la politica fiscale e sociale nella regione fiamminga dovrebbero essere gestite dagli stessi fiamminghi. Per quanto riguarda la politica estera belga, che dovrebbe fondersi con quella dell'Unione Europea. Bart de Wever lega queste riforme e il loro impatto economico con la sostenibilità dello Stato belga. Il fatto che essi non riescono, perché, secondo lui, bloccando i negoziati dalle parti del sud, lo ha portato a dire "che il Belgio non funziona più! «Si tratta di «una nazione che non è riuscita». O che è diventata «malata d'Europa».

## Competenze linguistiche
De Wever rilascia interviste in 4 lingue: olandese, francese, inglese e tedesco. I suoi genitori lo incoraggiarono, con le sue stesse parole, durante i suoi anni scolastici ad imparare il francese. "Siamo stati incoraggiati ad imparare il francese a casa e il riflesso è stato: "Assicurati di essere bravo in francese, altrimenti i francofoni ti descriveranno come un contadino spaventoso." Nel 2005, De Wever ha seguito, tra le altre cose l'allora presidente dello SPIRIT Geert Lambert, ad un corso di aggiornamento in francese in un istituto linguistico in Vallonia.
All'inizio degli anni '90 ha fatto due settimane di lavoro per le vacanze in un centro culturale nei Paesi Baschi. Secondo un giornalista di De Standaard, De Wever ha parlato solo basco in una conferenza stampa nel 2013 nei Paesi Baschi.

## Controversie
Nel 1996, è stato fotografato mentre partecipava a una conferenza tenuta dal leader francese di estrema destra del Fronte Nazionale Jean-Marie Le Pen. De Wever ha giustificato la sua presenza sostenendo che "in una democrazia tutti devono avere il diritto di esprimere la propria opinione, anche se si tratta di un parere detesto."
Nell'ottobre 2007, in reazione alle scuse del sindaco di Anversa per la collaborazione della sua città nella deportazione degli ebrei durante la Seconda guerra mondiale, Bart De Wever ha detto che:
"Anversa non ha organizzato la deportazione degli ebrei, è stata vittima dell'occupazione nazista ... coloro che erano al potere, al momento hanno dovuto prendere decisioni difficili in tempi difficili. Non trovo molto valoroso stigmatizzarli ora."
Ha successivamente pubblicato le scuse per i rappresentanti della Comunità Ebraica di Anversa. A seguito di questi eventi, in un editoriale pubblicato su Le Monde, lo scrittore belga di lingua francese Pierre Mertens ha affermato 'che Bart De Wever è stato un 'leader negazionista convinto'. De Wever ha accusato Mertens per questa affermazione.
Nel mese di luglio 2016, ha definito Angela Merkel personalmente responsabile per il "pasticcio che lei stessa ha creato" in relazione agli attacchi terroristici in Germania del 2016. Sul canale radio Radio 1, ha affermato 'che Angela Merkel avrebbe dovuto portare una coalizione militare europea contro l'ISIS, e che non era un vero leader, e insinua che avrebbe potuto parzialmente impedire l'attacco. De Wever è stato criticato per questo da parte del leader del Partito Socialista Differente, John Crombez, che ha detto di vergognarsi per l'affermazione sulla Merkel in riferimento al fatto che sarebbe la causa dei "grandi problemi in Europa." Le osservazioni di De Wever furono contrastate anche da altri politici belgi e da un giornalista fiammingo. De Wever ha anche affermato che Merkel ha causato l'ascesa di Donald Trump, Geert Wilders e Marine Le Pen.

## Minacce di morte e malattie
Nel dicembre 2013, il giornale belga Het Laatste Nieuws ha ricevuto una pallottola nella posta con una lettera indirizzata a Bart De Wever, apparentemente da un estremista comunista. De Wever ha ricevuto protezione della polizia.
Nel novembre 2013 è stato ricoverato in ospedale con gravi angosce e dolori al petto. È stato ricondotto in un'unità di terapia intensiva nel febbraio 2014 con un'infezione polmonare grave.

## Riconoscimenti
2013: Premio Sabino Arana dal nome della Basco Sabino Arana

## Pubblicazioni
- De schaduw van de leider - Joris Van Severen en het na-oorlogs Vlaams-nationalisme (1945-1970)[53] dans Revue belge d'Histoire contemporaine, XXXI, 2001, 1-2, p. 177-252 leggere online
- Het kostbare weefsel. Vijf jaar maatschappijkritiek, Uitg. Pelckmans, Kapellen, 216 p, ISBN 978-9-028-93910-3.
- Het Regime van Bart De Wever, Davidsfonds, 2012 (ouvrage publié à la suite d'un régime alimentaire d'amincissement)